# Golar Spirit
Golar Spirit – плавуча установка з регазифікації та зберігання зрідженого природного газу (Floating storage and regasification unit, FSRU), створена для норвезької компанії Golar.

## Загальна інформація
Станом на кінець 2010-х років Golar стала другою в світі (після Excelerate Energy зі штаб-квартирою в Техасі) за розмірами свого флоту FSRU, при цьому її першим судном такого типу стало саме Golar Spirit.
Golar Spirit спорудили в 1981 році на японській верфі компанії Kawasaki Sakaide Works у Сакаїде як танкер для перевезення зрідженого природного газу. Вона стало першим судном такого типу, спорудженим у Японії (та Азії в цілому). 
У другій половині 2000-х власник замовив сінгапурській верфі Keppel shipyard переобладнання Golar Spirit у FSRU, яке завершили в 2008-му.
Розміщена на борту регазифікаційна установка має продуктивність 2,5 млрд м3 на рік, а зберігання ЗПГ відбувається у резервуарах загальним об’ємом 129 000 м3. За необхідності, судно може використовуватись як звичайний ЗПГ-танкер.

## Служба судна
З 1986-го Golar Spirit на основі 20-річного контракту здійснювало доставку ЗПГ із Індонезії до Південної Кореї.
Невдовзі після початку переобладнання судна у плавучу установку власник уклав 10-річний контракт із бразильською компанією Petrobras, яка вирішила облаштувати плавучий регазифікаційний термінал в Печемі (штат Сеара). У червні 2008-го Golar Spirit полишив Сінгапур, прийняв по дорозі партію ЗПГ на острові Тринідад та у підсумку прибув до Печему, термінал у якому офіційно ввели в експлуатацію у січні 2009-го.  
За кілька тижнів по цьому Golar Spirit на певний час перейшла до Ріо-де-Жанейро, де споруджувався інший бразильський термінал Гуанабара-Бей. Для нього призначалась плавуча установка Golar Winter, проте прибуття останньої очікувалось лише в середині року. Як наслідок, Golar Spirit тимчасово обслуговувала одразу два термінали, зокрема, у березні 2009-го прийняла перший вантаж в Гунабарі від FSRU Excellence.
Наступні кілька років Golar Spirit працювала у Печемі. За кілька років на півдні Бразилії почало випадати більше дощів, що означало додаткову виробітку ГЕС з одночасним зменшенням потреби у імпорті ЗПГ. Як наслідок, в червні 2016-го з Гуанабари до Печему перевели потужну FSRU Experience (її можливості по регазифікації більш ніж втричі перевищували аналогічний показник Golar Spirit), тоді як Golar Spirit відправили в район Ріо-де-Жарнейро. Наприкінці того ж року Petrobras повідомила власника установки, що в середині 2017-го достроково демобілізує її виплатою передбаченої контрактом компенсації. В червні 2017-го термінал в Гуанабарі законсервували, а Golar Spirit перевели до Греції, де вона з того часу знаходиться на відстої у порту Елевсін.